# Sabor a ti (telenovela venezolana)
Sabor a ti es una telenovela venezolana realizada por Venevisión en el año 2004. Es una historia original de Ligia Lezama y Benilde Ávila.
Protagonizada por Ana Karina Manco y Miguel de León, con las actuaciones antagónicas de Astrid Carolina Herrera, Julio Alcázar, Chelo Rodríguez y Guillermo Pérez, con las participaciones estelares de Gigi Zanchetta, Umberto Buonocuore, Rosalinda Serfaty y Juan Carlos Vivas . La telenovela fue retransmitida nuevamente, a partir del 7 de febrero de 2017, a las 1:00 p. m. por Venevisión.

## Sinopsis
Al regresar a casa después de un viaje de negocios, el exitoso ingeniero Leonardo Lombardi (Miguel de León) se encuentra a su adorada esposa, Raiza, en la cama con su mejor amigo. Este golpe devastador transforma drásticamente a Leonardo: de un hombre sensible, simpático, ejemplar, se convierte en un ser amargado, hostil, desconfiado de todo el mundo, especialmente de las mujeres.
A pesar de que su mayor ilusión es ser pediatra, Miranda Valladares (Ana Karina Manco) no tiene otra opción que abandonar sus estudios de medicina para ayudar a mantener a su familia. Su situación económica es precaria; tanto, que están a punto de ser desalojados de su casa.
En estas circunstancias difíciles se conocen Miranda y Leonardo. Él es el dueño del edificio donde viven los Valladares. Ella está tratando de salvar su hogar. Por eso, cuando Leonardo le ofrece un trabajo en la mansión Lombardi para cuidar de su abuelo y sus hijos, Miranda acepta. Sin saberlo ellos aún, ese momento marca el inicio de una gran pasión.
En casa de los Lombardi, Miranda debe soportar maltratos y contratiempos. La amargura de Leonardo... la ira de Fabiana, hermana de Raiza... y el regreso de la propia Raiza, quien manipula a Leonardo con el padecimiento emocional de su hija para volver a su vida y reconquistarlo, arremetiendo contra Miranda, a quien considera una peligrosa rival... todo se confabula para complicar la estadía de Miranda en esa casa.
Solo el cariño de Don Salvador, abuelo de Leonardo, y de los dos hijos de este, Carlitos y Karina, logran que Miranda encuentre las fuerzas para seguir en su empleo. Con el pasar del tiempo, sin embargo, Leonardo va descubriendo dentro de él una ternura que había olvidado; un amor muy profundo está naciendo donde solo quedaban cenizas. De pronto, comienza a ver en Miranda a la mujer que podría devolverle la felicidad. Ella siente lo mismo, aunque no se atreve a admitirlo.
Muchos acontecimientos tendrán lugar antes de que Miranda y Leonardo puedan amarse sin tropiezos. Pero al final, el destino que los unió en medio de serios problemas les regalará la felicidad que se merecen.

## Elenco
- Ana Karina Manco - Miranda Valladares / de Lombardi
- Miguel de León - Leonardo Lombardi
- Astrid Carolina Herrera - Raiza Alarcón
- Guillermo Pérez - Darío Antonetti
- Juan Carlos Vivas - Federico Carvajal
- Gigi Zanchetta - Sonia Fernández
- Rafael Romero - José "Cheo" Pacheco
- Adrián Delgado - Manolo Martínez
- Eduardo Luna - Germán Estévez
- Eva Blanco - Elba "Elbita" Montiel Vda. de Valladares
- Julio Alcázar - Raimundo Lombardi
- Milena Santander León - Chela
- Chelo Rodríguez - Jimena
- Sonia Villamizar - Fabiana Alarcón
- Reina Hinojosa - Eloísa Lombardi
- Estelin Betancor - Teresa de Antonetti
- Judith Vázquez - Rita, la secretaria
- José Oliva - Máximo
- Umberto Buonocuore - Salvador Lombardi
- Francisco Ferrari - Padre Agustín
- Amilcar Rivero - Gregory Walker
- Gerardo Soto - Alejandro Ferrer
- Romelia Agüero - Pinzon
- Kassandra Tepper - Claudia
- Gabriela Guédez - Cundiamor
- Mauricio González -  Comisario Arturo Santaella
- Raúl Amundaray - Javier Montero
- Rosalinda Serfaty - Andreína Obregón / Rosario Amaral
- Verónica Ortiz -  Yajaira Martínez
- Reinaldo José Pérez - Pedro García
- José Luis Zuleta - Cesar Sandoval
- Bebsabé Duque - Ginet Alarcón
- Belén Peláez - Julia Bastardo
- Gioia Arismendi - Purita Valladares
- Yenny Valdez - Nicosia
- Claudia La Gatta - Brenda Gómez
- Patricia Schwarzgruber - Victoria Valladares "Vicky"
- Erika Schwarzgruber - Rina Lombardi
- Pamela Djalil - Pamela
- Lance Dos Ramos - Saúl Lombardi
- Milena Torres - Corina Martínez
- Michelle Naseff -   Karina Lombardi Alarcón
- Alejandro Rodríguez -  Carlos "Carlitos" Lombardi Alarcón
- Henderson Alejandro Mendoza     - Cayito
- Asdrubal Blanco - Quintino
- Susej Vera - Linda Peralta

## Producción
- Historia Original: Ligia Lezama y Benilde Ávila[4]
- Dirección General: Carlos Izquierdo
- Producción Ejecutiva: Sandra Rioboó
- Dirección Ejecutiva: Arquímedes Rivero
- Gerente de Operaciones Dramáticos: Jesús Alfaro
- Dirección de Fotografía: Antonio García
- Producción General: Alejandro León
- Dirección de Arte: Luc de Paredes
- Edición: Mario Scata y Carlos García
- Dirección de Exteriores: Edgar Liendo, Omar Hurtado y Dayán Coronado
- Escenografía: José Luis Hernández
- Vestuario: José Luis Melena
- Música Incidental: Verónica Faría
- Musicalización: Carlos Vielma
- Producción de Exteriores: Rafael Hernández y Leonardo Casano
- Producción de Estudio: Alejandro Salazar
- Maquillaje: Luisa Marcano